# محمد عامر
محمد محمد صلاح عبد العزيز الشهير بمحمد عامر (17 مارس 1986 -) ممثل مصري.

## عن حياته
ولد في المحلة الكبرى بمحافظة الغربية بمصر، وله أخ وحيد اسمه فارس. تخرج من كلية تربية رياضية جامعة المنصورة، وقبل أن يلتحق عامر بالجامعة كان يمارس رياضة الكونغ فو وقد حصل على بطولة الجمهورية في أول عام دراسى له بالجامعة.[بحاجة لمصدر] يذكر أن عامر قد مارس جميع الرياضات تقريبا نظراً للكلية التي التحق بها. والتحق بمركز الإبداع الفني بدار الأوبرا المصرية تحت إشراف خالد جلال، ولم يكتف بهذا القدر بل التحق أيضاً بالمعهد العالى للفنون المسرحية.

### الحياة الفنية
بدأ بالعمل كموديل إعلاني، ثم انتقل إلى عالم التصوير لماركات ملابس عالمية، وبدأ في العمل كممثل في عام 2011 في التلفزيون والمسرح وشارك محمود عبد العزيز وخالد الصاوي ورانيا فريد شوقي وسمير العصفورى في أعمالهم.

## أعماله

### الأفلام
| الفيلم  | الشخصية | يشارك معه                                                                                 | أخراج     | العام       |
| ------- | ------- | ----------------------------------------------------------------------------------------- | --------- | ----------- |
| البارون | آدم     | وائل سامى - حسناء سيف الدين - سلمي حسن - سمر علام - مصطفى أبو سريع- حسنى شتا - ريهام ماهر | طه الحكيم | جارى أنتاجه |

### المسلسلات
| المسلسل     | الشخصية       | أشترك مع | أخراج           | العام |
| ----------- | ------------- | --- | --------------- | ----- |
| خاتم سليمان | خالد          | خالد الصاوي - رانيا فريد شوقي- فريال يوسف                                                                                   | أحمد عبد الحميد | 2011  |
| باب الخلق   | رامى عبد البر | محمود عبد العزيز - عايدة رياض - عزت أبو عوف - تامر هجرس - محمود الجندي- منة فضالي                                           | عادل أديب       | 2012  |
| عشق النساء  | دكتور نبيل    | راندا البحيري - ورد الخال - باسل خياط - بيتر سمعان - نادين نجيم - هيثم سعيد - وسام حنا - جوى خورى                           | فيليب أسمر      | 2014  |
| شط VIP      | نادر          | راندا البحيري - رامي وحيد - عمرو عبد العزيز - نها أسماعيل                                                                   | أشرف عبد المعطي | 2014  |
| أزمة نسب    | فادي          | زينة (ممثلة) دينا (راقصة) راندا البحيري - ورد الخال - باسل خياط - بيتر سمعان - نادين نجيم - هيثم سعيد - وسام حنا - جوى خورى | فيليب أسمر      | 2014  |

#### المسرحيات
| المسرحية   | الشخصية | أشترك مع                                          | أخراج      | العام |
| ---------- | ------- | ------------------------------------------------- | ---------- | ----- |
| حسن ونعيمه | حسن     | الهام عبد البديع على مسرح الجامعة قبل دخول المجال | أحمد زايد  | 2008  |
| المصارع    | رشدى    | حلا الترك - ناصر محمد - نجوى الكبيسى - فيصل رشيد  | سعد بورشيد | 2015  |

#### البرامج
| البرنامج | الشخصية   | أشترك مع   | أخراج     | العام |
| -------- | --------- | ---------- | --------- | ----- |
| الزفة 2  | محمد عامر | سعد الصغير | محمد عادل | 2015  |

## روابط خارجية
- محمد عامر على موقع الدهليز
- محمد عامر على موقع قاعدة بيانات الأفلام العربية